# ساتوشي يوكي
ساتوشي يوكي (باليابانية: 結城聡؛ بالكانا: ゆうき さとし) هو لاعب الغو ‏ ياباني، ولد في 11 فبراير 1972 في كوبه في اليابان.